# Aurora Snow
Aurora Snow, nome artístico de Rebecca Claire Kensington, (Santa Maria, 26 de novembro de 1981) é uma atriz pornográfica estadunidense. É de ascendência europeia (França e Inglaterra) e se criou na cidade de Santa Mônica na Califórnia.

## Biografia
Começou a carreira de atriz pornô no começo do ano de 2000, pouco tempo depois de completar dezoito anos. Já fez quase 300 filmes (excluindo coletâneas e participações "sem sexo").

## Prêmios
- 2002: XRCO Award – Cream Dream[1]
- 2002: XRCO Award – Best Three-Way Sex Scene – Up Your Ass 18 (com Mr. Marcus e Lexington Steele)[1]
- 2002: XRCO Award – Best Group Sex Scene – Gangbang Auditions 7[1]
- 2003: XRCO Award  – Best Three-Way Sex Scene – Trained Teens (com Gauge e Jules Jordan)[1]
- 2003: AVN Award – Female Performer of the Year[2]
- 2011: Introduzida no Hall da Fama da XRCO[3]